# Darnîțke, Volodîmîr-Volînskîi
Darnîțke (în ucraineană Дарницьке) este un sat în comuna Hoteaciv din raionul Volodîmîr-Volînskîi, regiunea Volînia, Ucraina.

## Demografie
Componența lingvistică a localității Darnîțke
     Ucraineană (97,47%)
     Rusă (2,53%)
Conform recensământului din 2001, majoritatea populației localității Darnîțke era vorbitoare de ucraineană (97,47%), existând în minoritate și vorbitori de rusă (2,53%).